# Схований світ (роман)
«Схований світ» (англ. Hidden World) — сатиричний науково-фантастичний роман американського письменника Стентона А. Кобленца. Вперше у вигляді роману з продовженням надрукований під назвою «У прихованих печерах» у журналі «Вандер сторіс» (з березня по травень 1935 року). Окремою книгою вийшов 1957 року у видавництві Avalon Books.

## Сюжет
Гігантські печери, діаметром декількох миль, які лежать в основі Провінції долин та хребтів Північної Америки, утворюють мережу, яку заселили люди. Вони еволюціонували пристосуваннями (наприклад, блідою шкірою) для життя під землею. Повністю відокремлений від верхнього світу, цей народ створив цивілізацію, яка технологічно розвиненіша, ніж Америка 1935 року.
Досліджуючи занедбану срібну шахту в Неваді, Філіп Клей та Френк Комсток відокремлюються від своєї команди та потрапляють у пастку, яка спровокувала низку землетрусів. Під час пошуку виходу з пастки, вони підходять до коридору з гладкими стінами та підлогою. Зрештою вони бачать світло, йдуть за ним і приходять до місця з видом на величезну печеру, наповнену жовто-зеленим світлом, де перед ними розгортається могутня битва.
Їх помічають учасники бойових дій та обстрілюють, двоє чоловіків рятуючи своє життя в ході метушні розлучаються один з одним. Френка захоплює група чоловіків із крейдяно-білими обличчями та доставляє у велике підземне місто. «Крейдяні обличчя» намагаються стратити Френка за шпигунство, але його зошит блокує промінь смерті. Один з «крейдяних облич» помічає книгу, розглядає її та бере Франка під свій захист.
Крейдяне обличчя — професор Тан Торм, який хоче вивчити Френка та його очевидно примітивну культуру. Він дає завдання навчити Френка місцевої мови своїй донці, Лоа, яка закохується у Френка. Еталоном краси в цій підземній царині є жир та зморшки, тому Френк використовує різні претензії декору, щоб тримати дистанцію від Лоа. Як тільки він вивчає мову, то переходить на роботу до Вентиляційної компанії, корпорації, яка постачає підземне царство Ву свіжим повітрям з поверхні землі.
Френк виявляє, що величезні печери, які складають володіння Ву та Зу, простягаються на сотні миль, насамперед під Невадою, Ютою та Аризоною. Ці царства воювали між собою більш-менш безперервно тисячі років. Війна одночасно стримує населення (в усіх сенсах цього слова) та забезпечує великі прибутки для великих корпорацій. Френкова робота допомагає йому просунутися по соціальній драбині, а також виявляє прихований спосіб відключення постачання повітря Ву. Використовуючи останній, він скидає диктатора та займає його місце.
Намагання Френка щодо реформування суспільства Ву зустріли стільки опору й обурення, що той змушений був відновити війну з Зу, власний диктатор якого щойно був скинутий. Новим диктатором Зу виявляється Філіп Клей у масці. Двоє чоловіків таємно зустрічаються, а потім, переслідувані своїми колишніми прислужниками, тікають до вентиляційного валу, де Френк приготував альпіністське спорядження. Вони повертаються у верхній світ й знаходять у гірський табір у Каліфорнії, де їх нарешті рятують.